# Fingerschnellverband
Ein Fingerschnellverband ist ein Verbandsmittel zur schnellen Versorgung von Wunden an den Fingern, zum Hautschutz unter immobilisierenden Verbänden und zur Fixierung von Wundauflagen.

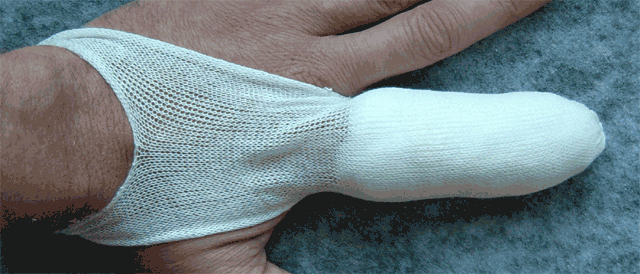
Schlauchverband an einem Finger zur Befestigung von Verbandmaterial

Fingerschnellverbände können dabei bereits mit einer keimfreien Wundauflage versehen sein oder aus einer einfachen Schlauchbinde zur Fixierung separater Wundauflagen bestehen, welche der Größe der Finger angepasst ist. Die Verbände können auch mit kohäsiven (selbsthaftenden) Binden versehen sein oder mit einfachen Binden, welche mit einem Heftpflaster oder durch Verknotung separat fixiert werden müssen.
Die Binden haben dabei eine Länge von etwa 20 cm und eine Breite von etwa 4 cm. Integrierte sterile Wundauflagen gibt es in unterschiedlichen Größen, meist 3 × 3 oder 4 × 4 cm.